# Gentiana piasezkii
Gentiana piasezkii là một loài thực vật có hoa trong họ Long đởm. Loài này được Maxim. mô tả khoa học đầu tiên năm 1880.